# 張紹齡 (天啓進士)
張紹齡（1588年—？），號綠蘿，陝西西安府咸寧縣人，明朝政治人物。

## 生平
生於萬曆十五年（1587年）十二月二十二日。天啟元年（1621年）辛酉科陝西鄉試第六十八名舉人，二年（1622年）中式壬戌科會試第二百十四名，三甲第一百二十四名進士。刑部觀政，授濟源縣知縣。

## 家族
祖父張世美，知州；父張景熙。